# (15854) Numa
(15854) Numa (1996 CX2) – planetoida z pasa głównego asteroid okrążająca Słońce w ciągu 3,32 lat w średniej odległości 2,22 j.a. Odkryta 15 lutego 1996 roku.